# Vollsichtkarosserie

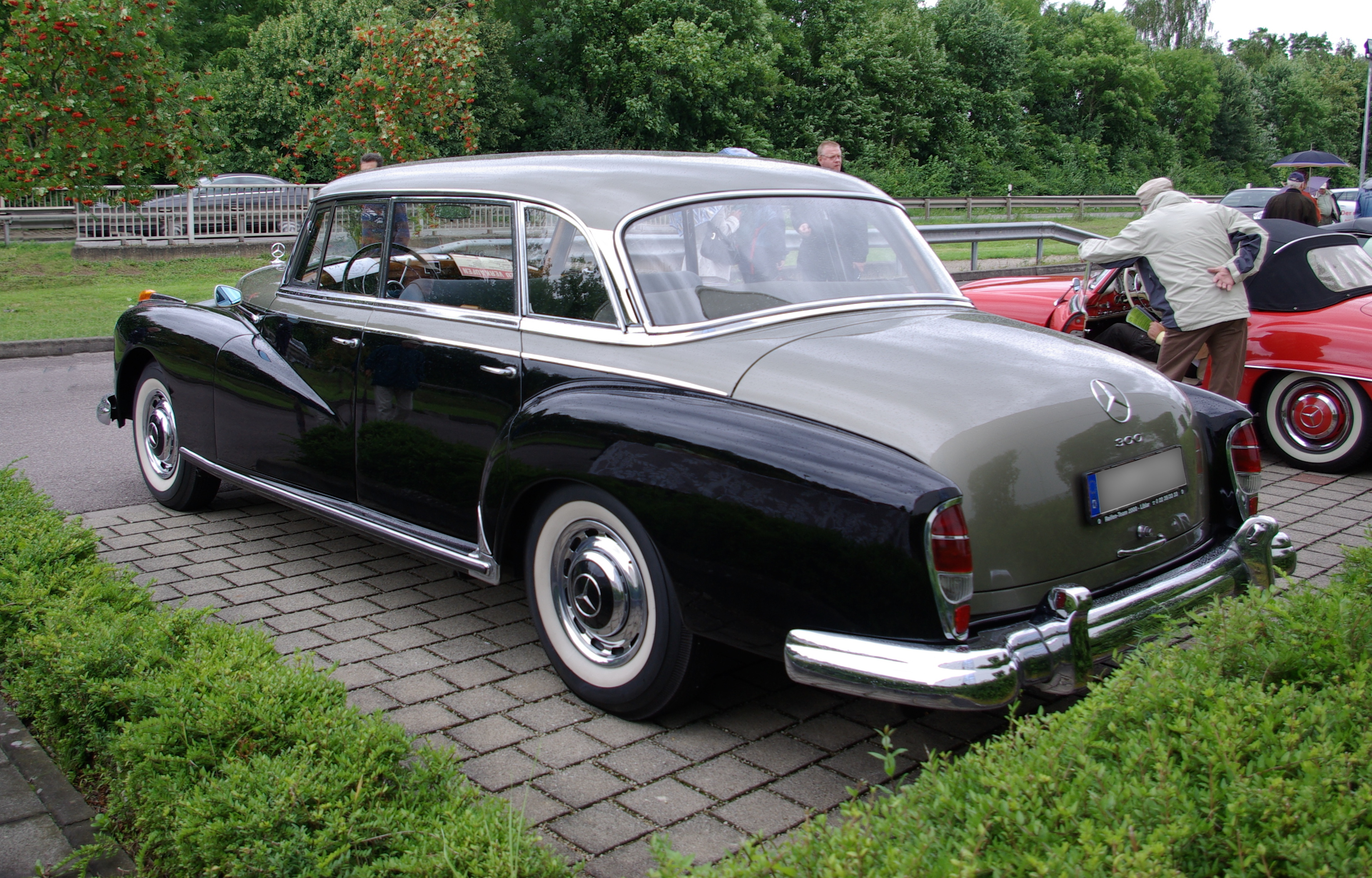
Mercedes-Benz 300d (W 189): Daimler-Benz bezeichnete den Aufbau seines 1957 präsentierten Modells selbst als „Vollsichtkarosserie“, als Hardtop-Limousine und mit großen gewölbten Scheiben vorn und hinten in zweifacher Hinsicht ein typischer Vertreter dieser Karosseriegattung.

Vollsichtkarosserie ist ein Begriff aus der Kraftfahrzeugtechnik, genauer dem Karosseriebau, und bezeichnete vor allem in den 1950er- und 1960er-Jahren besonders gestaltete Fahrzeugkarosserien. Er ist nicht eindeutig definiert; in einem weiter gefassten Sinn handelt es sich um Karosserieaufbauten mit besonders großen Fensterflächen für verbesserte Rundumsicht und einen helleren Innenraum, in einem enger gefassten Sinn ist es ein deutschsprachiges Synonym für die Karosseriebauformen Hardtop und Faux Cabriolet. Für aktuelle Fahrzeuge wird die Bezeichnung Vollsichtkarosserie hingegen nicht mehr verwendet, weil diese Art der Karosseriegestaltung vor allem wegen der heutigen Anforderungen an die Crashsicherheit und den Überschlagschutz nicht mehr üblich ist.

## Terminologie und Begriffsherkunft
Im Bereich der Personenkraftwagen existieren der Alternativbegriff Vollsichtaufbau sowie als Untergruppen die Vollsichtlimousine und das Vollsichtcoupé; mitunter finden sich die Alternativschreibweisen Vollsicht-Karosserie und Vollsicht-Limousine (mit Bindestrich). Vielfach wird auch nur von Vollsichtscheiben gesprochen, die überdurchschnittlich hoch sowie breit sind und insbesondere auf einen störenden Mittelsteg verzichten; ein solcher war über Jahrzehnte üblich, solange die Windschutzscheibe aus zwei planen, winklig zueinander angeordneten Scheiben gebildet wurde und auch Heckscheiben aus zwei oder drei planen oder nur wenig gebogenen Elementen bestanden.
Im Bereich der Nutzfahrzeuge existieren die Begriffe der Vollsichtkabine/der Vollsichtkarosserie beispielsweise bei Lastkraftwagen, Traktoren, Gabelstaplern, Baggern und Kranwagen/Portalkränen, sowie der Vollsichtaufbau/die Vollsichtkarosserie bei Omnibussen.
Bereits seit den 1930er-Jahren gibt es im Flugzeugbau, vor allem bei Kampfflugzeugen die Begriffe Vollsichtkabine und Vollsichtkanzel für Baumuster mit besonders guter Sicht. Im Personenwagenbau gab es konstruktiv und in der Bezeichnung ähnliche Konzepte bei wenigen Fahrzeugen aus Frankreich und Italien ab 1926.

## Begriffsinhalte und Definitionen
Wie vielfach im Bereich des Karosseriebaus, existieren keine verbindlichen Definitionen des Begriffs Vollsichtkarosserie und seiner Abwandlungen; auch hat sich in der Praxis keine völlig einheitliche Begriffsverwendung herausgebildet.
In einem weiter gefassten Sinn nutzen Fachbuchautoren und Journalisten den Begriff und seine Abwandlungen beim Vorliegen bestimmter typischer Karosseriemerkmale wie einer großen, einteiligen, häufig gewölbten Frontscheibe, schmalen A- und B-Säulen oder einer großen mehrteiligen oder gewölbten Heckscheibe, oft mit weit herumgezogenen Panoramascheiben.
Vereinzelt nutzten auch Werbetexter bewusst den Begriff Vollsichtkarosserie, um einem neuen Fahrzeugmodell ein besonders fortschrittliches Image zu verleihen. Auch im Zusammenhang mit Experimentalfahrzeugen und Designstudien wurde der Begriff und seine Abwandlungen gebraucht.
Neben diesem weiten Begriffsverständnis gab es Bestrebungen, den Begriff enger und klarer zu fassen. Seit März 1959 existiert die DIN 70011 „Aufbauten für Personenkraftwagen – Benennungen und Begriffe“ des Deutschen Instituts für Normung, Normenausschuß Kraftfahrzeuge. Im Rang einer Empfehlung wird darin für das damalige Westdeutschland einschließlich West-Berlin unter Ziffer 7 die Vollsicht-Limousine und unter Ziffer 6 die „normale“ Limousine definiert. Beiden gemeinsam ist der Aufbau als „geschlossener Personenkraftwagen“ mit „4 oder mehr Sitzen“ und „2 oder 4 Türen“. Für die „Vollsicht-Limousine“ wird jedoch ergänzend gefordert: „4 Seitenfenster mit Rahmen vollständig versenkbar (Schwenkfenster in den vorderen Türen brauchen nicht versenkbar zu sein) und ohne Mittelsäulen zwischen den Seitenfenstern“. Für die normale „Limousine“ heißt es darin hingegen: „4 oder mehr Seitenfenster, mit feststehenden Rahmen und Mittelsäulen zwischen den Seitenfenstern“.
Dem folgend wurde und wird der Begriff Vollsichtkarosserie, speziell die Vollsicht-Limousine mitunter auch als deutschsprachiges Synonym für die Karosseriebauformen Hardtop (im Sinne von Hardtop Sedan und Hardtop Coupé) und Faux-Cabriolet verwendet, die durch dieselben Merkmale gekennzeichnet sind. So heißt es in Dr. Gablers Verkehrslexikon:
„Faux-Cabriolet (franz. = falsches Cabriolet), Personenkraftwagen mit festem Dach, aber ohne mittleren Seitenpfosten; vielfach ist in Deutschland die Bezeichnung ‚Vollsicht-Limousine‘ üblich.“
Auch ein japanisch-englisch-deutsches Fachwörterbuch aus dem Jahr 1984 übersetzt die Karosseriebauform Hardtop mit Vollsichtlimousine.
Das Verständnis von Vollsicht-Limousine im engen Sinn des Anglizismus Hardtop hat sich jedoch letztlich weder in Westdeutschland noch dem weiteren deutschsprachigen Raum völlig durchgesetzt.

## Der BegriffVollsichtkarosseriein zeitgenössischen Veröffentlichungen

### Beispiele für Personenwagen mit Vollsichtkarosserie aus DDR-Produktion

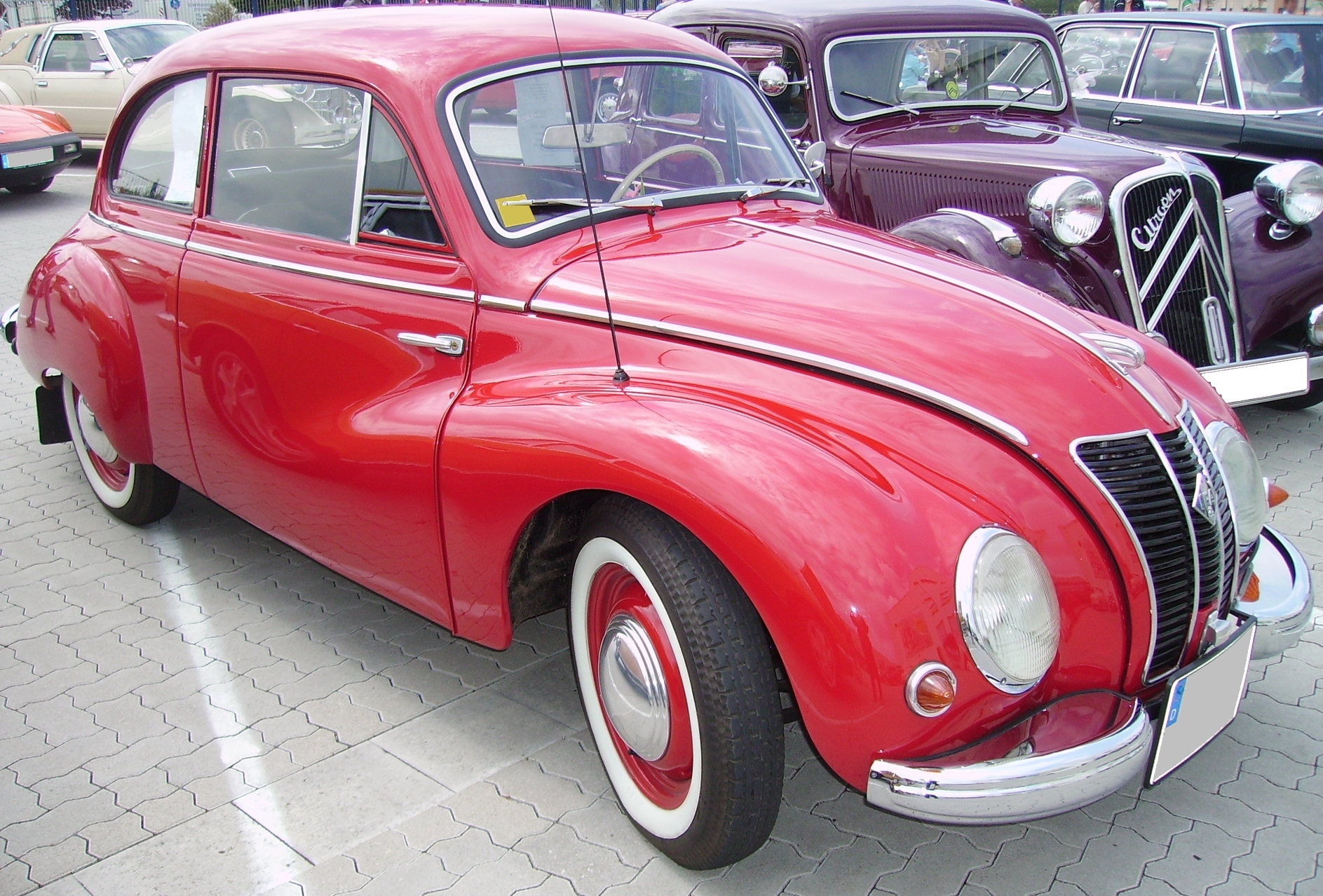
Der IFA F 9 ab 1954: „Vollsichtkarosserie“ mit größerer, einteiliger, gewölbter Windschutzscheibe und größerer, einteiliger Heckscheibe

Der IFA F 9 vor 1954
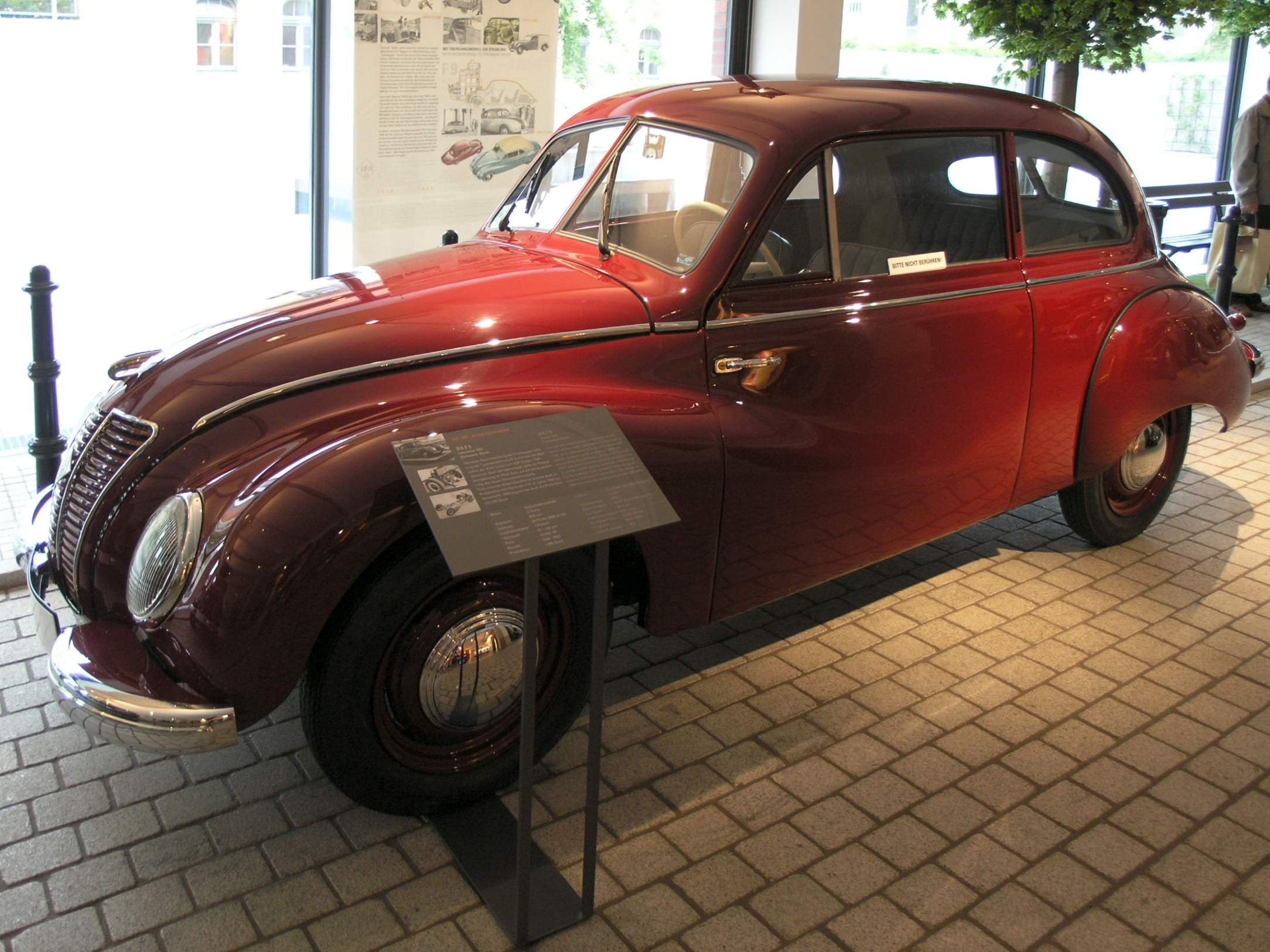
Noch mit kleinerer, zweiteiliger Windschutzscheibe mit Mittelsteg
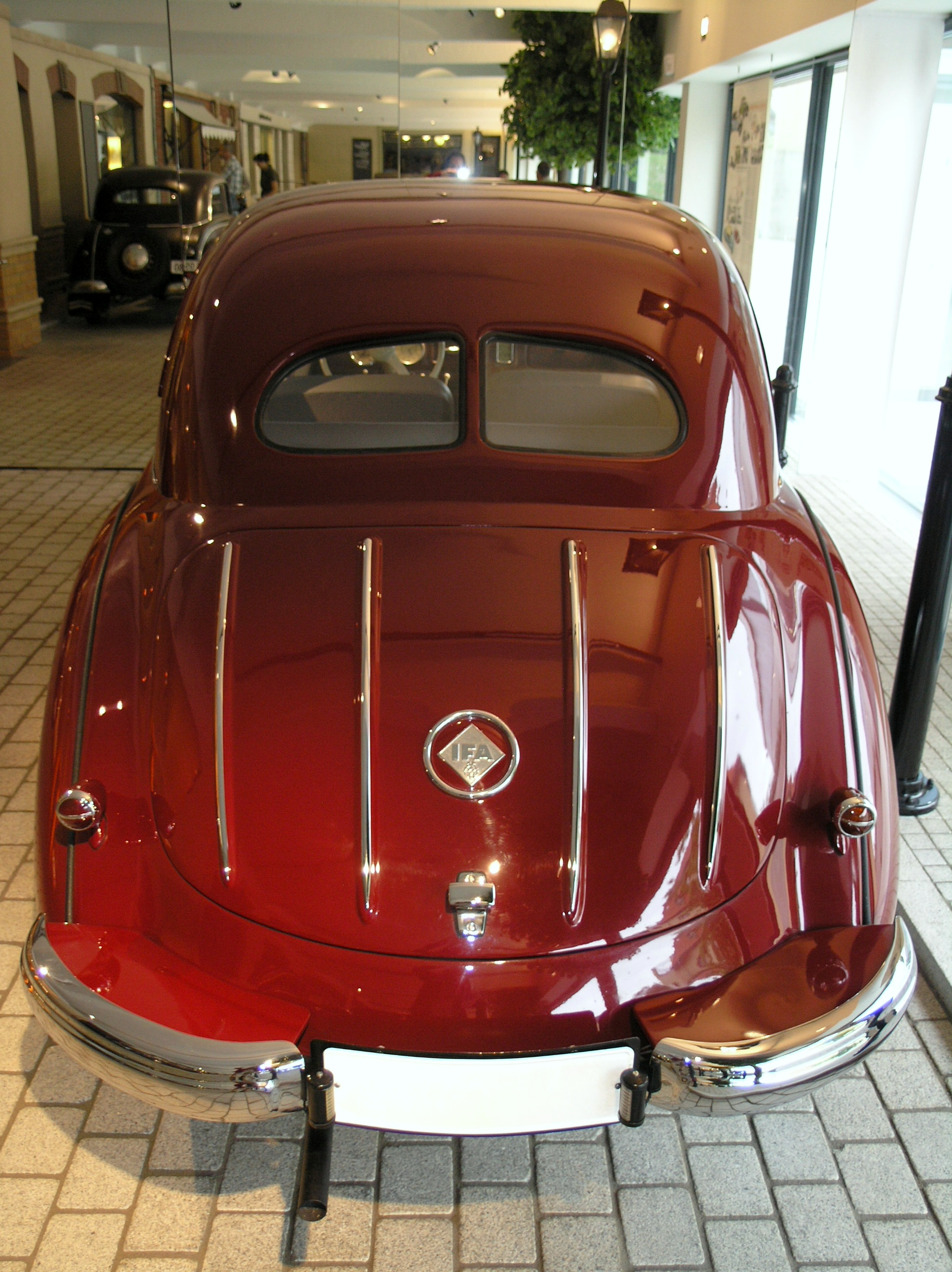
Noch mit kleinerer, zweigeteilter Heckscheibe

Der Begriff Vollsichtkarosserie erschien 1954 in der DDR in Verbindung mit der überarbeiteten Karosserie des IFA F 9. Die im thüringischen Eisenach gebaute zweitürige Limousine hatte fortan neben einer durchgehenden, gewölbten Frontscheibe auch eine größere, ungeteilte Heckscheibe. Mit Hinweis unter anderem auf die „gewölbte Windschutzscheibe“, zum Teil auch ein ursprünglich noch „zweiteiliges, über die ganze Breite gehendes Rückfenster aus Sicherheitsglas“ war schon 1953 in mehreren Berichten von einer „Vollsichtlimousine“ die Rede.
Auch dem Nachfolger des F 9, der viertürigen Limousine Wartburg 311 von 1956 wurde attestiert, dass seine Pontonkarosserie mit einteiligen, gewölbten Scheiben vorne und hinten „Vollsicht“ biete.

### Beispiele für Personenwagen mit Vollsichtkarosserie aus bundesdeutscher Produktion

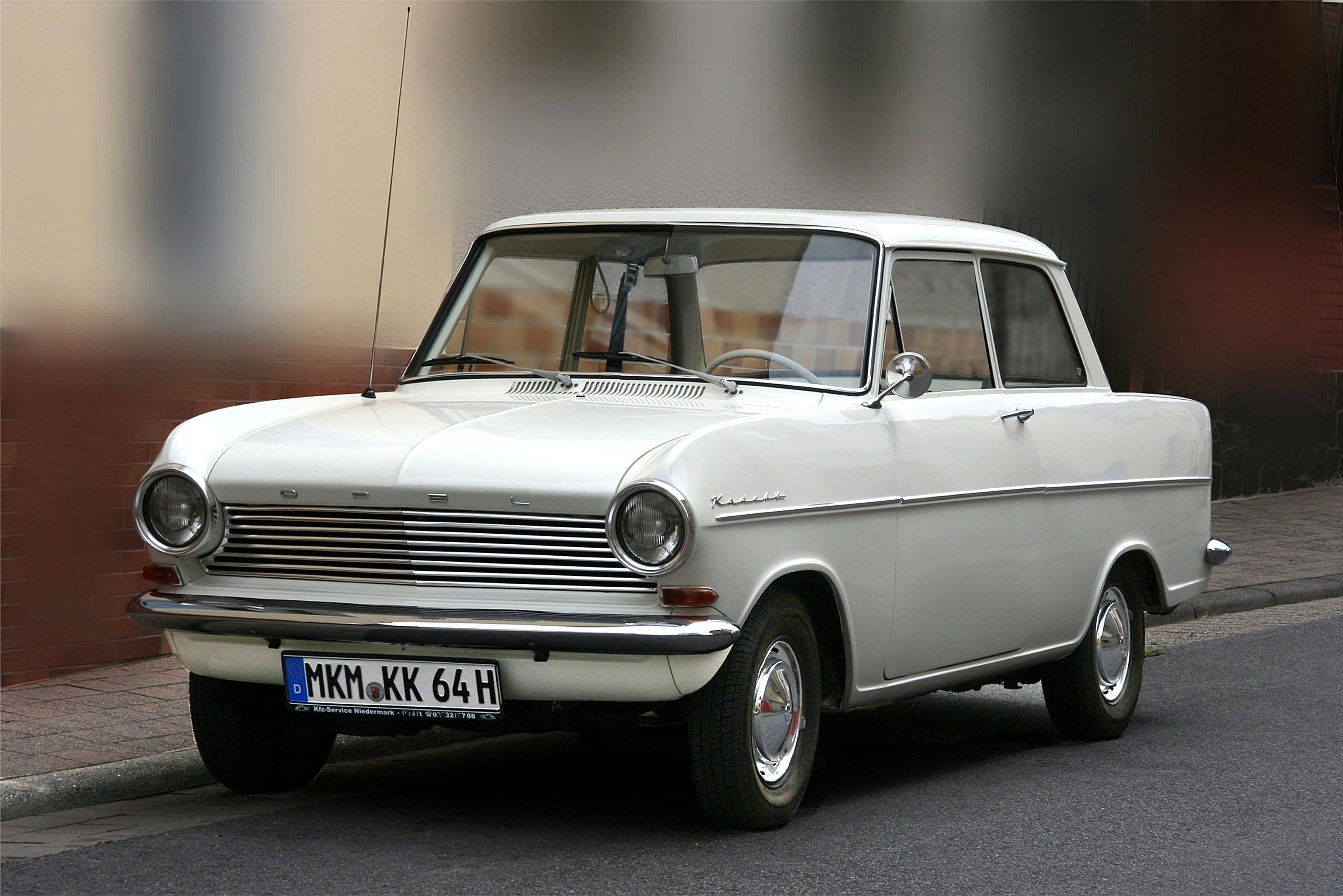
Große Fensterflächen und dünne Dachsäulen, deshalb mitunter als „Vollsicht-Karosserie“ eingestuft: Der Aufbau des ab 1962 gebauten Opel Kadett A.

In der Bundesrepublik Deutschland nutzte die Daimler-Benz A.G. in Stuttgart den Begriff Vollsichtkarosserie ab 1957 für den neuen Mercedes-Benz 300d. Charakteristisch für die Hardtop-Limousine mit großen Fensterflächen waren das Fehlen einer B-Säule (jedenfalls bei den normalen Versionen ohne Trennwand), der Verzicht auf Fensterrahmen an den vier Türen, die Möglichkeit, alle sechs Seitenfenster (mit Ausnahme der kleinen Ausstellfenster an den Vordertüren) voll versenken zu können, sowie die große, gewölbte Panoramaheckscheibe. Als Vorteil dieser Vollsichtkarosserie nannte das Unternehmen eine „gesteigerte Verkehrssicherheit“ und dass sie „dem Fahrgast die Annehmlichkeiten des geschlossenen und offenen Wagens vermittelt“.
Den Begriff Vollsichtkarosserie im Zusammenhang mit dem Mercedes-Benz 300d übernahmen auch andere Publikationen. Unter Bezug auf zeitgenössische Quellen ist bei dem sogenannten „Adenauer-Mercedes“ mitunter auch ergänzend von „pfostenloser Vollsichtkarosserie mit rahmenlosen Türen und voll versenkbaren Seitenscheiben“ die Rede.
Auch bei der 1965 präsentierten Limousinen-Baureihe Mercedes-Benz W 108 sprach die Daimler-Benz A.G. noch von einer „Vollsichtverglasung aus Sicherheitsglas“ mit einer „17 % größeren Windschutzscheibe“, von einer „Vollsicht-Verglasung“ auch beispielhaft bei den Modellen 250 SE Coupé und Cabrio.
Schon 1955 bot laut dem Fahrzeughersteller Messerschmitt AG sein Kabinenroller-Modell KR 200 eine „mit einer Panorama-Windschutzscheibe versehene Vollsicht-Karosseriehaube“.
Bei dem neuen Opel Kapitän P des Modelljahrs 1958, einer viertürigen Limousine, erwähnte die Zeitung Die Zeit als Neuheiten ausdrücklich „Vollsicht-Panorama-Scheiben vorne und hinten“.
Ebenso wurde dem 1962 präsentierten Opel Kadett A eine „Vollsicht-Karosserie“ attestiert; beim Mercedes-Benz 230 SL „Pagode“ mit aufgesetztem Hardtop von 1963 wird angemerkt, dass „die Vollsicht, die das Coupe bietet, (…) ein neuer Beitrag auf dem Konto ‚eingebaute Verkehrssicherheit‘“ sei.

### Beispiele für Personenwagen mit Vollsichtkarosserie aus anderen europäischen Ländern

Zweitürige Hardtop-Limousine mit großen Fensterflächen, mitunter als „Vollsichtlimousine“ bezeichnet: Hillman Minx Californian von 1955 aus britischer Produktion.

1957 als „Vollsichtcoupé“ vorgestellt und in nur wenigen Exemplaren in der Schweiz gebaut: Porsche 356 Beutler Spezial-Coupé.

Auch die Karosserie des britischen Hillman Minx Californian von 1955 (in der Quelle Hillman Californian genannt), eine kleine zweitürige Hardtop-Limousine, wurde als „Vollsichtlimousine“ bezeichnet; sie wurde dabei als „modern verkleidetes Fahrzeug“ mit „großen Front-, Seiten- und großem, dreiteiligen, gebogenen Heckfenster“ beschrieben.
Im Frühjahr 1957 stellte das Schweizer Karosseriebauunternehmen Beutler aus Thun ein zweitüriges Stufenheck-Fahrzeug mit vier vollwertigen Sitzplätzen auf Basis des Porsche 356 A vor, das als „Vollsichtcoupé“ beworben und als formschön bewertet wurde.
Bei der ebenfalls britischen Humber-Hawk-Limousine (Saloon) von 1959 fanden „riesige Vollsicht-Panoramascheiben vorne und hinten“ besondere Erwähnung.
Bei dem französischen Peugeot 404 wurde in der Version als viertürige Limousine betont, dass die „Vollsichtverglasung der selbsttragenden Ganzstahl-Karosserie (…) das Wageninnere besonders hell“ mache.
Im Fall des italienischen Fiat 124 Sport Spider von 1967 sprach die Zeitschrift Der Spiegel insbesondere wegen der hinteren, vollversenkbaren Seitenscheiben und einem großen Rückfenster von einem „Vollsicht-Klappverdeck“.
Auch das britische Hardtop-Coupé Jaguar XJ 6 C von 1975 wird mit dem Begriff „Vollsicht“-Karosserie assoziiert.

## Der BegriffVollsichtkarosseriein neueren Veröffentlichungen

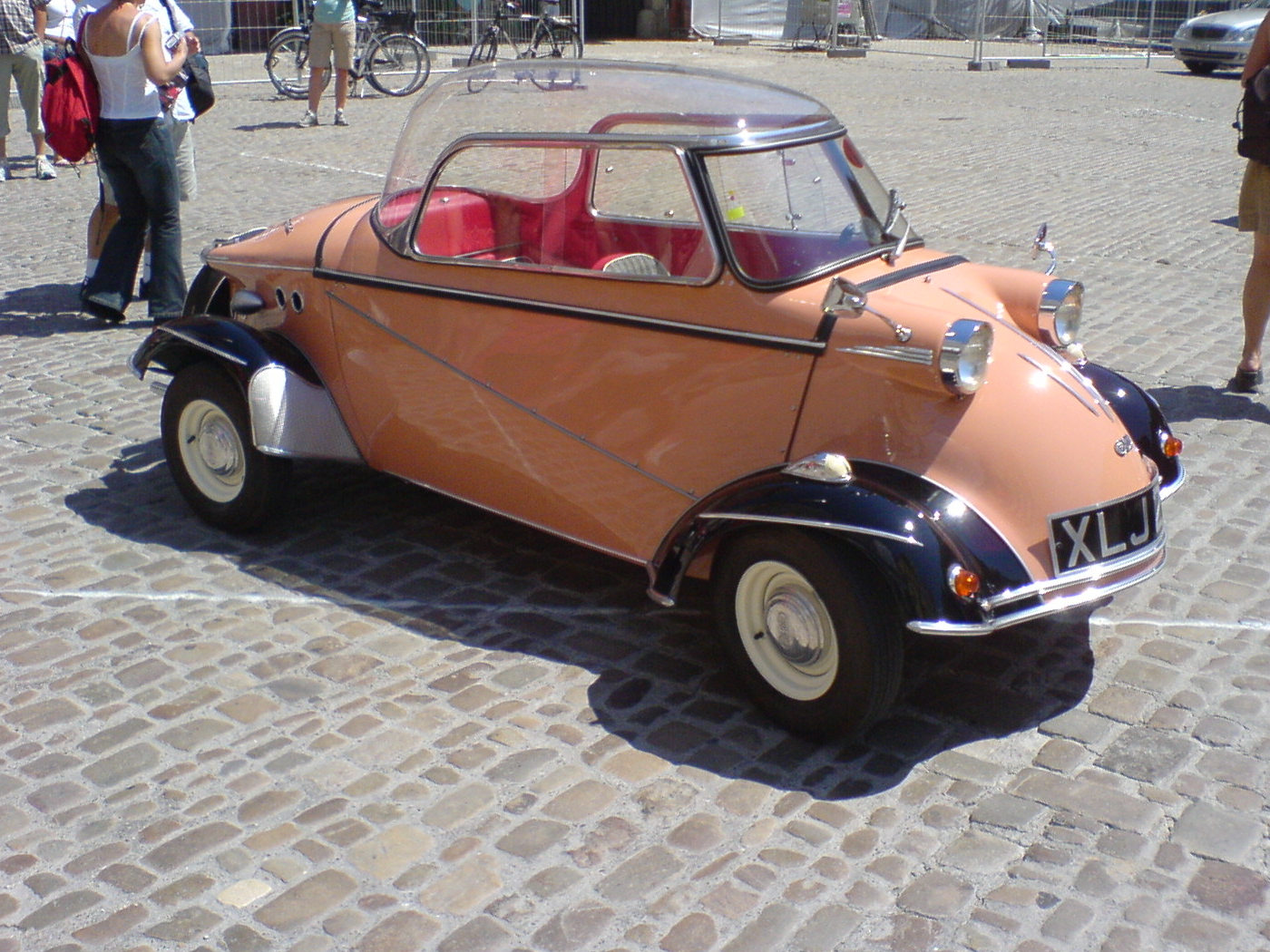
Die geschlossene Version des FMR Tg 500, die mitunter als „Plexiglas-Vollsichtcoupé“ bezeichnet wurde.

Bis heute wird der Begriff Vollsichtkarosserie und seine Varianten vor allem in Bezug auf Personenwagen der 1950er- und 1960er-Jahre gelegentlich verwendet. Auf spätere Fahrzeuge findet er hingegen, abgesehen von einzelnen Hardtop-Modellen, keine Anwendung, da große einteilige Front- und Heckscheiben in den 1970er-Jahren und später weltweit zum automobilen Standard geworden und die auffälligen Panoramascheiben aus der Mode gekommen waren.
Die geschlossenen Varianten des dreirädrigen Messerschmitt/FMR Kabinenroller sowie dessen vierrädrige Abwandlung FMR Tg 500 wurden auch nach ihrem Produktionsende wiederholt als „Plexiglas-Vollsichtcoupe“ bezeichnet.
Bei dem Mercedes-Benz 300d wurde der Begriff der „Vollsichtkarosserie“ auch in späteren Jahren wiederholt in Veröffentlichungen aufgegriffen, ebenso beim IFA F 9.
Bezogen auf den Opel Olympia Rekord P des Modelljahrs 1957 sprach Opel anlässlich der 50-Jahr-Feier seiner Vorstellung 2007 rückblickend von einer „neuartigen“ … „Vollsicht-Panorama-Windschutzscheibe“, „die weit in die Seitenpartie hineinragt“.
An die vorderen und hinteren „Vollsicht-Panorama-Scheiben“ des Opel Kapitän P von 1958 erinnerten mehrere Quellen 2013 anlässlich des Jubiläums „75 Jahre Opel Kapitän“, neben Opel selbst beispielhaft die Zeitschrift Stern und das Internetportal T-online.de.
Bei dem Opel Kapitän L von 1963 wurde anlässlich einer Sonderschau auf der Internationalen Automobil-Ausstellung 2013 in Frankfurt am Main nochmals von der „Vollsicht-Panorama-Windschutzscheibe“ und einer „schräg gestellten Panorama-Rückwandscheibe“ gesprochen, die „zu einer hervorragenden Rundumsicht“ beitrügen, sodass das „nur gering gewölbte Dach über den großen Glasflächen zu schweben“ scheine.

## Konstruktiv und in der Bezeichnung ähnliche Karosseriekonzepte aus dem Ausland

### DieLumineuse-Modelle vonVoisinab 1926

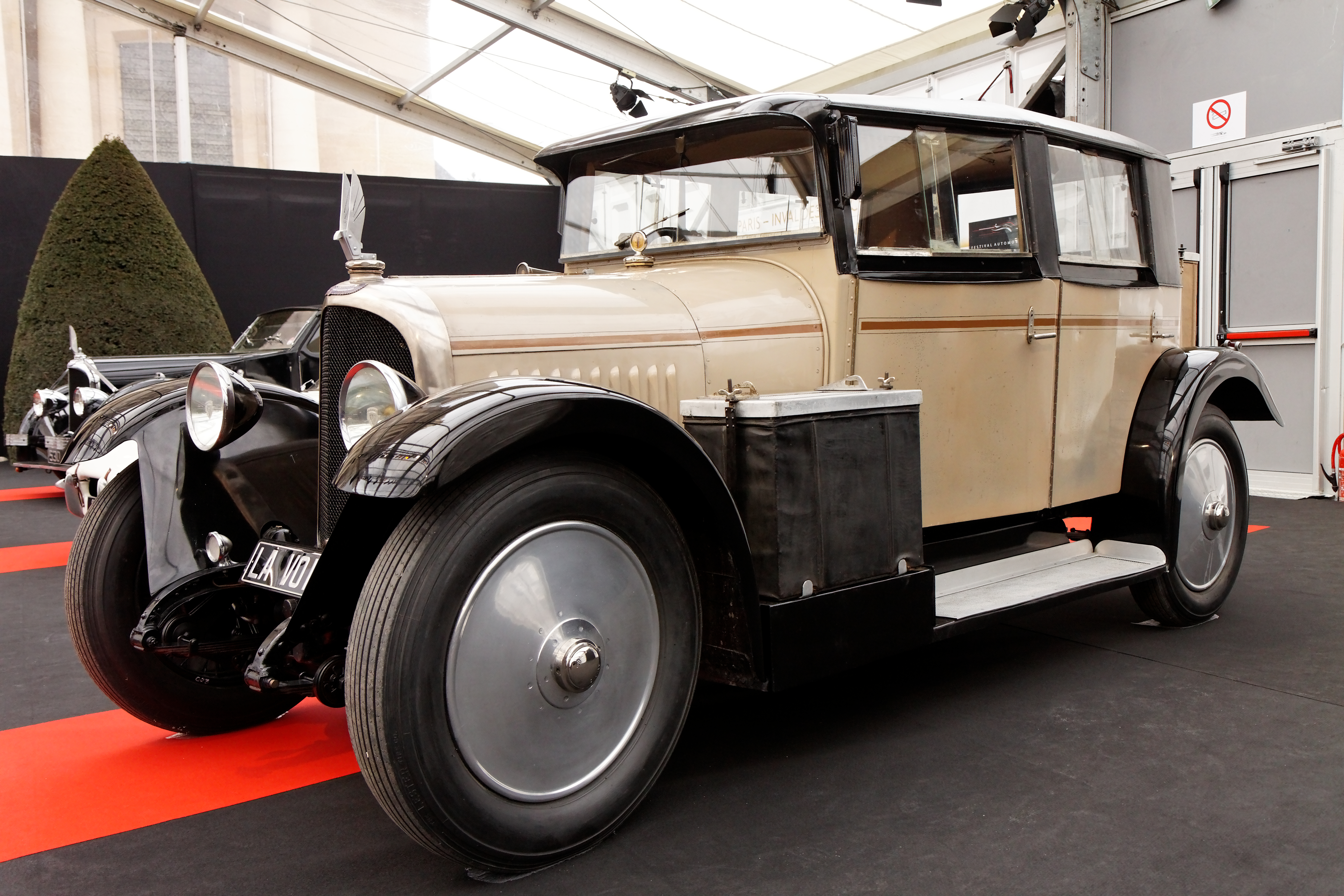
Voisin C7 Berline Lumineuse von 1926, konzeptionell ein früher Vorläufer der Vollsichtkarosserie

Schon Mitte der 1920er-Jahre entwarf der Konstrukteur Gabriel Voisin leichte geschlossene Karosserien für die in seinem Unternehmen hergestellten Personenwagen der Marke Voisin nach dem Lumineuse-Konzept. Der studierte Architekt, der vor dem Ersten Weltkrieg als Hersteller selbst entworfener Flugzeuge erfolgreich war, konstruierte einen Fahrzeugaufbau, dessen Seitenscheiben und Heckscheibe für damalige Verhältnisse ungewöhnlich groß und dessen Dachsäulen vergleichsweise schmal waren. Zudem konnten bei verschiedenen Fahrzeugen die als horizontale Schiebefenster ausgeführten Seitenscheiben samt Rahmen entfernt werden. Voisin nannte sein Konzept „Lumineuse“, auf Deutsch: „Licht-“ oder „hell“.
Zwischen etwa 1926 und 1932 stattete Avions Voisin verschiedene Fahrzeugmodelle mit diesen zwei- und viertürigen Werkskarosserien des Typs Lumineuse aus, die mit unterschiedlichen Vier- und Sechszylindermotoren erhältlich waren, so die Modelle Voisin C7, C11, C14 und C23. Viele Prominente schätzten die betont streng und kantig wirkenden Aufbauten, darunter der Architekt Le Corbusier, ein enger Freund Voisins, ferner Rudolph Valentino, Maurice Chevalier und Josephine Baker.
Während bei dem späteren Konzept der Vollsichtkarosserie praktische Gründe vorrangig waren, standen für Voisin bei den Lumineuse-Modellen vor allem ästhetische Erwägungen im Vordergrund.

### Die KonzepteVutotalundVistotalseit 1935

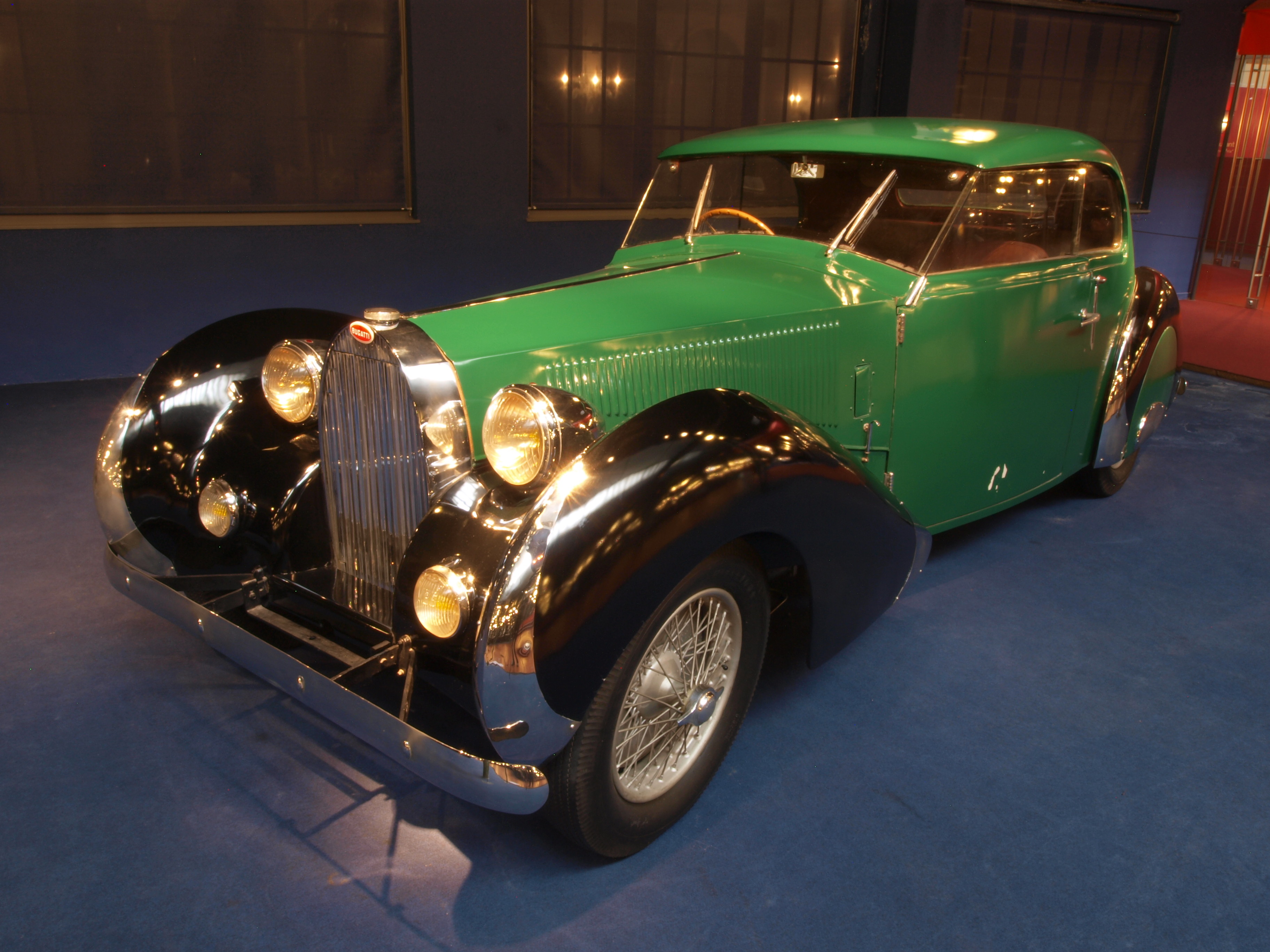
Bugatti Type 57 Labourdette Coach Profilée von 1936 mit Vutotal-Frontscheibe ohne A-Säulen

Von 1935 bis zur Produktionseinstellung 1939 nutzte das Pariser Karosseriebauunternehmen Labourdette das Vutotal-Konzept. Auf Chassis unter anderem von Bugatti, Delahaye, Renault und Rolls-Royce entstanden Aufsehen erregende Karosserien in offener und geschlossener Ausführung, die gänzlich ohne sichtbehindernde A-Säulen auskamen. Die Bezeichnung Vutotal ergab sich aus den französischen Worten „vue totale“, im Deutschen: „ganze Sicht“.
Labourdette hatte sich die Entwicklung des französischen Ingenieurs Joseph Vigroux patentieren lassen. Kernelement war eine spezielle Windschutzscheibe aus besonders dickem, speziell gehärtetem Glas, die das Unternehmen Compagnie de Saint-Gobain herstellte. Sie bestand entweder aus einem großen planen Scheibenelement über die gesamte Breite oder zwei planen Elementen, die leicht zueinander angewinkelt und in der Mitte ohne Steg verklebt waren. Die schwere und in der Herstellung teure Scheibe ruhte in einer Schiene in der Karosserie vor dem Armaturenbrett, wodurch sie die Spritzwand quasi nach oben verlängerte.
Gemeinsamkeit mit der Vollsichtkarosserie war das Ziel, die Sichtverhältnisse für den Fahrer und die Passagiere zu verbessern sowie auf einen störenden Mittelsteg in der Windschutzscheibe zu verzichten. Das französische Konzept beschränkte sich jedoch auf eine Optimierung der Frontscheibe sowie deren Einfassung und nutzte weiterhin plane statt gebogene Scheiben.
Eine Fortsetzung bildete nach 1945 das Konzept Vistotal. Saint-Gobain hatte 1939 die Fertigungsrechte erworben und gab sie an das mit ihm verbundene italienische Unternehmen Vetro Italiano di Sicurezza (V.I.S.) mit Sitz in Mailand weiter. In der Zwischenkriegszeit hatte das ebenfalls dort ansässige Karosseriebauunternehmen Castagna zahlreiche Luxusfahrzeuge eingekleidet. Castagna nutzte fortan das nun Vistotal genannte Konzept bis zur Einstellung der Produktion 1954 für mehrere Aufsehen erregende Einzelstücke auf Alfa-Romeo-, Cisitalia- und Fiat-Basis. Die Bezeichnung Vistotal ergab sich aus der Abkürzung V.I.S. und den italienischen Worten „vista totale“, im Deutschen wiederum: „ganze Sicht“.
Ein weiterentwickeltes, konstruktiv ähnliches Prinzip ohne A-Säulen, nun mit gebogenen Scheiben, nutzten auch die Designstudien
- Chrysler Norseman von 1956, gebaut von der Carrozzeria Ghia, und der
- Ferrari Superfast I von 1956, der von Sergio Pinin Farina entworfen und gebaut wurde.

### DieGranluce-undGrand’vue-Modelle vonFiatab dem Modelljahr 1953

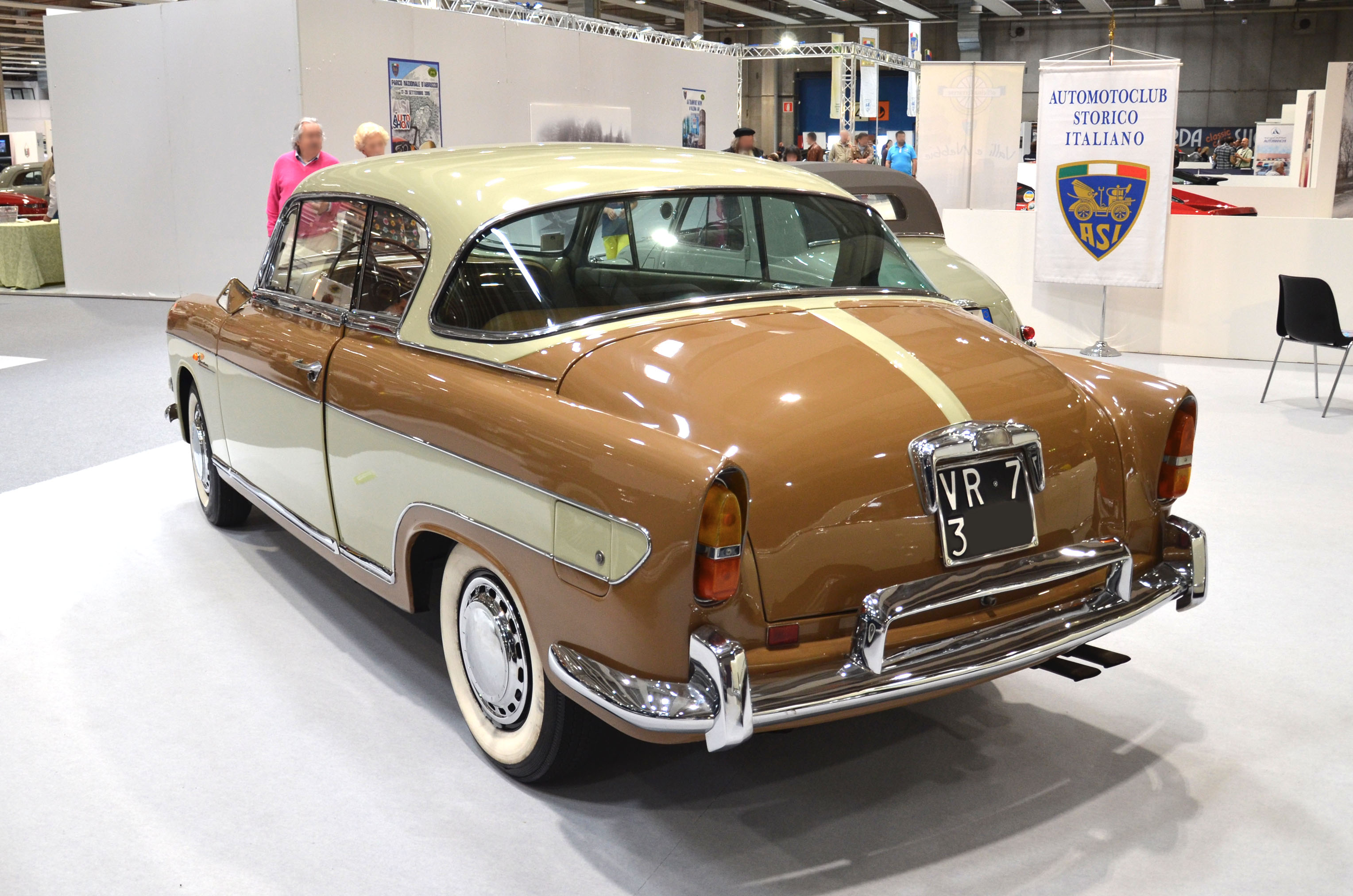
Fiat 1900 B Coupé Granluce, eine italienische Spielart der Vollsichtkarosserie

Auch der in Turin ansässige Automobilhersteller Fiat befasste sich frühzeitig mit Fahrzeugmodellen, die besonders große Fensterflächen aufwiesen. Diese trugen in Italien die Zusatzbezeichnung Granluce, im englischsprachigen Raum den Zusatz Grand Light und im übrigen Sprachraum Grand’vue. Die italienische und französische Bezeichnung bedeuten im Deutschen etwa „große (Aus-)Sicht“, die Italienische und englische auch „großes Fenster/große Fensteröffnung“. Das Konzept entsprach demjenigen der Vollsichtkarosserie.
Im Einzelnen gab es auf Basis des Fiat 1900 nacheinander mit Panoramaheckscheibe die Hardtop-Coupés
- 1900 Coupé Granluce (1952 bis 1954),
- 1900 A Coupé Granluce (1954 bis 1956) und
- 1900 B Coupé Granluce (1956 bis 1958) sowie

die Hardtop-Limousine 1900 B Granluce als zweite Limousinenausführung (1957 bis 1958).
Als Fiat 1200 Granluce gab es zudem
- eine viertürige Limousine (1957 bis 1960) mit „Fensterflächen“, die gegenüber dem preiswerteren Parallelmodell 1100/103 D „stark vergrößert“ waren, sowie
- das zweisitzige Sportcabriolet 1200 Granluce Transformabile (1957 bis 1959) mit großer Panorama-Frontscheibe.[68]

Für das Modelljahr 1962 rückte schließlich noch das 2+2-sitzige Coupé Granluce 750 auf Basis des Fiat 600 D in das offizielle Fiat-Lieferprogramm, das bei der Carrozzeria Viotti in Turin gebaut wurde.